# 鳳泉駅
鳳泉駅（ポンチョンえき）は、大韓民国全北特別自治道任実郡にある韓国鉄道公社（KORAIL）全羅線の駅である。

## 歴史
- 1965年6月21日：開業。
- 2004年7月15日：旅客取扱中止。
- 2004年8月5日：現在の位置に移設。

## 隣の駅
韓国鉄道公社
全羅線
任実駅 - 鳳泉駅 - 獒樹駅